# Eleocharis bulbosa
Eleocharis bulbosa är en halvgräsart som beskrevs av Ilkka Toivo Kalervo Kukkonen. Eleocharis bulbosa ingår i släktet småsäv, och familjen halvgräs. Inga underarter finns listade i Catalogue of Life.